# Adam Markiewicz (polityk)
Adam Markiewicz (ur. 1 czerwca 1944 w Torskiem) – polski polityk, działacz PZPR, samorządowiec, poseł na Sejm IV kadencji.

## Życiorys
Ukończył w 1977 studia na Wydziale Prawa i Administracji Uniwersytetu Wrocławskiego. W latach 1962–1980 należał do Związku Młodzieży Wiejskiej. Od 1965 do rozwiązania był członkiem Polskiej Zjednoczonej Partii Robotniczej. Pracował jako elektryk, następnie w latach 1968–1975 przewodniczył prezydium rad narodowych w Kamieńcu i Ząbkowicach. Od 1976 do 1982 zajmował kierownicze stanowiska m.in. w Gminnej Spółdzielni „Samopomoc Chłopska” i fabryce mebli. W 1982 objął stanowisko prezydenta miasta Świdnica, które pełnił do 1990 i ponownie w latach 1995–2001.
Sprawował mandat posła na Sejm IV kadencji z ramienia Sojuszu Lewicy Demokratycznej, wybranego w okręgu wałbrzyskim. W 2005 bez powodzenia ubiegał się o reelekcję. W 2006 i w 2010 wybierany na radnego świdnickiej rady miejskiej, bezskutecznie kandydował też w wyborach prezydenckich w tym mieście jako reprezentant kolejno koalicji Lewica i Demokraci oraz SLD. Był także dyrektorem biura poselskiego Henryka Gołębiewskiego. W 2014 nie uzyskał reelekcji do rady miasta.